# Manny & Lo
Manny & Lo är en amerikansk film från 1996.

## Handling
Systrarna Manny och Lo har rymt från sina fosterhem och lever ett liv på rymmen i sin stationsvagn. När Lo märker att hon är gravid är det redan för sent att göra abort, istället kidnappar de en kvinna som de tror kan hjälpa till med graviditeten.

## Om filmen
Filmen hade världspremiär i USA den 26 juli 1996. Den har inte haft svensk premiär.
Familjen som Manny och Lo tittar på vid golfbanan är Scarlett Johanssons föräldrar, bror och syster.

## Rollista (urval)
- Mary Kay Place - Elaine
- Scarlett Johansson - Amanda "Mandy"
- Aleksa Palladino - Laurel "Lo"

## Musik i filmen
- Lady Marmelade, skriven av Kenny Nolan och Bob Crewe, framförd av Labelle
- Manny, skriven av John Lurie, framförd av John Lurie, Billy Martin, Marc Ribot, Bill Ware, Chris Wood och Matt Zimbelmann
- Lo's Theme, skriven av John Lurie, framförd av John Lurie, Billy Martin, Marc Ribot, Bill Ware, Chris Wood och Matt Zimbelmann
- She's Not A Nurse, She Only Dresses Like A Nurse, skriven av John Lurie, framförd av John Lurie, Billy Martin, Marc Ribot, Bill Ware, Chris Wood och Matt Zimbelmann

## Utmärkelse
- 1996 - Gotham Awards - Open Palm Award, Lisa Krueger